# Michael Gray (disc jockey)
Michael Anthony Shefford Gray (Croydon, 25 luglio 1966) è un disc jockey britannico.

## Biografia
È un DJ e produttore di musica house per l'etichetta musicale dance Eye Industries. Fa anche parte del duo di produzione e remixing di musica house Full Intention.
Il suo primo singolo da solista è "The Weekend" che raggiunge la Top 10 nel Regno Unito (nel 2004) e negli USA. Contiene un campione di "Back At Ya", prodotta da Kerr e una parte del cantato di Get Down Saturday Night di Oliver Cheatham
Il suo secondo singolo si chiama "Borderline" ed ha il contributo vocale di Shelly Poole. Il terzo singolo è "Somewhere Beyond" ed è uscito nell'estate del 2007. A questo fa seguito l'album di debutto da solista chiamato "Analogue Is On" uscito nel settembre 2007.

## Discografia

### Singoli
- 2004 - Whatcha Gonna Do (feat. Maria Lawson)
- 2004 - The Weekend (feat. Shèna)
- 2006 - Borderline (feat. Shelly Poole)
- 2007 - Somewhere Beyond (feat. Steve Edwards)
- 2008 - Ready For This (feat. Nanchang Nancy)
- 2011 - Piece of You (feat. Laura Kidd)
- 2012 - Inside My Head (feat. Jon Pearn)
- 2012 - Can't Wait for the Weekend (feat. Roll Deep)
- 2013 - Chasing Shadows (feat. Danielle Senior)

### Remix
- 2010 - Izzy Stardust, Dumb Dan - Looking Out For A Bigger Love (Michael Gray Club Mix)